# 金澤豊
金澤豊（かなざわ ゆたか、1995年（平成7年）9月20日 - ）は、日本の歌手。日本の男性ボーカルグループ・EnGene.のメンバーとして、2016年から2022年まで活動、メインボーカル、主にハイノート担当をした。2020年にソロデビュー、2023年からソロシンガーとしての活動を本格的に開始。
宮城県仙台市出身。血液型はB型。所属事務所はRolling Edge（ローリング・エッヂ）。レーベルはUnited Fates（ユナイテッド・フェイツ）。

## 来歴
- 2016年より、宮城・山形を中心に活動する男子3人組のボーカルグループ・EnGene.（エンジン）のメンバーとして活動を開始。
- EnGene.プロデューサーである作詞家兼音楽プロデューサーのshungo.により「自らのマインドを色濃く継承する」と形容され（※ソロデビュー・シングル「碧い瞳のエリス」プレスリリースより）、早い段階から着目される。グループのアカペラ制作の主導を一任され、次第にソロ名義でのアカペラ作品も増えていく。
- 2020年7月1日、配信限定のデジタル・シングル「碧い瞳のエリス」でソロデビュー。歌詞が先行公開された歌詞検索サービス「歌ネット」の「注目度ランキング」において、6月4日付けランキングにて初登場5位を[1]、6月11日付けランキングにて5位を[2]、6月18日付けランキングにて4位を[3]、6月25日付けランキングにて4位を獲得[4]。
- 実力とタイミング以外で、必至の「いずれ」だったソロデビューを決定づけたのは、金澤の自立力、発展力、そしてリモート・レコーディング力であったと語るshungo.。  EnGene.でのデビュー当初は、豊が自宅で本格的な歌録を可能にすることなど誰も予期していなかったが、DIYで自宅自室に設営されたボーカルブースは、「Flexible Bean Studio in Sendai」という呼称の元、EnGene.関連サウンド制作において今や欠かすことのできない大事な拠点となり、ことリモート・レコーディングにおいて重要な役割を担うこととなった。（※尚、2020年８月17日現在、ソロデビュー・シングルから6thシングルまでのすべての制作はリモート・レコーディングにて行われている。）
- 2020年7月3日、「月刊金澤」と銘打ち、2020年の7月の毎週水曜日、5週連続でリリースを敢行することを発表。
- 2020年7月8日、2ndシングルである配信限定のデジタル・シングル「Flexible」をリリース。「歌ネット」の「注目度ランキング」において、6月25日付けランキングにて初登場8位を[5]、7月2日付けランキングにて3位を獲得[6]。
- 2020年7月15日、3rdシングルである配信限定のデジタル・シングル「I'll be there」をリリース。「歌ネット」の「注目度ランキング」において、6月25日付けランキングにて初登場8位を[5]、7月2日付けランキングにて3位を[6]、7月9日付けランキングにて2位を獲得[7]。
- 2020年7月22日、4thシングルである配信限定のデジタル・シングル「Inspired」をリリース。「歌ネット」の「注目度ランキング」において、7月9日付けランキングにて初登場3位を[7]、7月16日付けランキングにて4位を獲得[8]。
- 2020年7月29日、5thシングルである配信限定のデジタル・シングル（EP形式）「夏の終りのハーモニー(duet with shungo.)」をリリース。「歌ネット」の「注目度ランキング」において、7月16日付けランキングにて初登場7位を獲得[8]。
- リアル・バースデーである2020年9月20日、6thシングルである配信限定のデジタル・シングル「HBD (This is your day!)」をリリース。「歌ネット」の「注目度ランキング」において、8月27日付けランキングにて初登場6位を[9]、9月3日付けランキングにて6位を[10]、9月10日付けランキングにて5位を[11]、9月17日付けランキングにて3位を獲得[12]。
- 124年ぶりに1日前倒しで立春となる2021年2月3日[13]、7thシングルである配信限定のデジタル・シングル「暁のディスタンス」をリリース。「歌ネット」の「注目度ランキング」において、1月21日付けランキングにて初登場8位を[14]、1月28日付けランキングにて2位を獲得[15]。
- 2021年4月1日、「Mind Travel～心旅行～」というテーマが冠された、5週連続リリース第二弾、"Digital Silk Road"の1曲目、「ローマ」篇として、7thシングルである配信限定のデジタル・シングル「24時間の神話」をリリース。「歌ネット」の「注目度ランキング」において、3月11日付けランキングにて初登場9位を[16]、3月18日付けランキングにて10位を[17]、3月25日付けランキングにて7位を[18]、4月1日付けランキングにて5位を獲得[19]。
- 2021年4月8日、5週連続リリース第二弾、"Digital Silk Road"の2曲目、「アラビア」篇として、8thシングルである配信限定のデジタル・シングル「1001nights」をリリース。「歌ネット」の「注目度ランキング」において、3月25日付けランキングにて初登場10位を[20]、4月1日付けランキングにて8位を[21]、4月8日付けランキングにて7位を獲得[22]。
- 2021年4月15日、5週連続リリース第二弾、"Digital Silk Road"の3曲目、「アフリカ」篇として、9thシングルである配信限定のデジタル・シングル「Safarhythm～サファリズム～」をリリース。「歌ネット」の「注目度ランキング」において、3月25日付けランキングにて初登場8位を[20]、4月1日付けランキングにて9位を[21]、4月15日ランキングにて8位を獲得[23]。
- 2021年4月22日、5週連続リリース第二弾、"Digital Silk Road"の4曲目、「インド」篇（ボリウッド）として、10thシングルである配信限定のデジタル・シングル「廻るパリワール」をリリース。「歌ネット」の「注目度ランキング」において、4月22日付けランキングにて初登場7位を獲得[24]。
- 2021年4月29日、5週連続リリース第二弾、"Digital Silk Road"の5曲目、「ラテン」篇として、11thシングルである配信限定のデジタル・シングル「Adios」をリリース。「歌ネット」の「注目度ランキング」において、4月22日付けランキングにて初登場8位を獲得[24]。
- 2021年7月1日、金澤豊ソロデビュー1周年記念リミックスシングルとして、配信限定のデジタル・シングル「廻るパリワール(Bhangra funk mix)」をリリース。
- 2021年7月23日、13thシングルである配信限定のデジタル・シングル「My Tears」をリリース。「歌ネット」の「注目度ランキング」において、7月8日付けランキングにて初登場4位を[25]、7月15日付けランキングにて7位を[26]、7月21日付けランキングにて6位を獲得[27]。
- 2022年3月30日、14thシングルである配信限定のデジタル・シングル「Just As I Am～潮風のラブ・コール～」をリリース。「歌ネット」の「注目度ランキング」において、3月3日付けランキングにて初登場7位を[28]、3月10日付けランキングにて3位を[29]、3月17日付けランキングにて6位を[30]、3月24日付けランキングにて5位を獲得[31]。
- 2023年4月1日、15thシングルである配信限定のデジタル・シングル「あなたに逢いたくて～Missing You～」をリリース。「歌ネット」の「注目度ランキング」において、3月23日付けランキングにて初登場4位を[32]、3月30日付けランキングにて6位を獲得[33]。グループ解散後、初のソロリリースとなる。
- 2023年7月26日、16thシングルである配信限定のデジタル・シングル「情熱サステナブル」をリリース。「歌ネット」の「注目度ランキング」において、7月20日付けランキングにて2位を獲得[34]。
- 2023年10月18日、17thシングルである配信限定のデジタル・シングル「P.S.抱きしめたい」をリリース。「歌ネット」の「注目度ランキング」において、10月5日付けランキングにて6位を[35]、10月12日付けランキングにて4位を獲得[36]。
- 2023年11月29日、18thシングルである配信限定のデジタル・シングル「SnowMotion」をリリース。「歌ネット」の「注目度ランキング」において、11月9日付けランキングにて6位を[37]、11月16日付けランキングにて5位を[38]、11月24日付けランキングにて5位を獲得[39]。
- 2024年1月3日、19thシングルである、本人初のプロデュース作品であり作詞作品、配信限定のデジタル・シングル「ダイヤモンドダスト」をリリース。「歌ネット」の「注目度ランキング」において、12月21日付けランキングにて5位を獲得[40]。
- 2024年3月27日、20thシングルである配信限定のデジタル・シングル「水のルージュ」をリリース。「歌ネット」の「注目度ランキング」において、3月14日付けランキングにて9位を[41]、3月21日付けランキングにて2位を獲得[42]。
- 2024年7月3日、21stシングルである配信限定のデジタル・シングル（EP形式）「トビウオ」をリリース。「歌ネット」の「注目度ランキング」において、6月27日付けランキングにて2位を獲得[43]。
- 2024年10月2日、22ndシングルである配信限定のデジタル・シングル「ハイドアンドシーク」を金澤豊×ひかるはるさめ名義でリリース。「歌ネット」の「注目度ランキング」において、9月26日付けランキングにて8位を獲得[44]。
- 2025年1月11日、ゲストボーカルに太陽とシスコムーンより小湊美和を迎えた23rdシングルにあたるデュエット曲「冬のファンタジー」を配信限定のデジタル・シングルとしてリリース。「歌ネット」の「注目度ランキング」において、12月19日付けランキングにて初登場9位[45]を、12月26日付けランキングにて首位を記録[46]。

## 人物
- 趣味は釣り、DIY、車等。
- 19歳の時に実姉を事故で亡くしており、その際、臓器移植のドナーとなった姉が5人の患者に臓器を提供したことによって「人の命を助けることができるということはすごいことだ」と感銘を受け、自身も、誰もが生存中にすることができる骨髄バンクにドナー登録。
- 令和元年東日本台風（台風19号）による河川決壊の水害被害を受けた宮城県大崎市、最も死者の多かった福島県いわき市での継続的な災害ボランティア活）養育施設や里親会での支援活動など、社会貢献活動をメンバー及び制作チームで精力的に行っている。特に金澤はその意識が強く、2019年10月、既にいわき市で震災ボランティア活動をしていたshungo.から、被災現場の人手と車両不足に際し、前夜に急遽翌日参加の依頼を電話で受け二つ返事でそれを快諾、翌日早朝からいわき市でのボランティア活動に参加、以後も継続的に単身で活動に参加している。
- 「ハートの形の鼻を持つ、よく笑い、よく食べ、よく寝る子。家族、特にご両親をとても大事にする子。食べ物を決して分けてくれようとしてくれない子」（※5thシングル「夏の終りのハーモニー(duet with shungo.)」プレスリリース、shungo.談より）

## 音楽

### シングル
| #          | 発売日         | タイトル                                | 備考／クレジット |
| 1st        | 2020年7月1日   | 碧い瞳のエリス                          | ソロ・デビューシングル／デジタル・シングル（配信限定）。 1985年リリースの安全地帯の10thシングル「碧い瞳のエリス」（大王製紙「エリス」CM曲／フジテレビ系アニメ「めぞん一刻」挿入歌[第19話Bパート]）のカバー。 01. 碧い瞳のエリス [作詞：松井五郎 / 作曲：玉置浩二 / 編曲：川口大輔 / プロデュース：shungo.] |
| 2nd        | 2020年7月8日   | Flexible                                | 2ndシングル／デジタル・シングル（配信限定）。 01. Flexible [Lyrics: shungo. / Music & Arrangement: y@suo ohtani / Produce: shungo.] |
| 3rd        | 2020年7月15日  | I'll be there                           | 3rdシングル／デジタル・シングル（配信限定）。 01. I'll be there [Lyrics & Music: shungo. / Arrangement: y@suo ohtani / Produce: shungo.] |
| 4th        | 2020年7月22日  | Inspired                                | 4thシングル／デジタル・シングル（配信限定）。 01. Inspired [Lyrics: shungo. / Music: shungo., y@suo ohtani / Arrangement: y@suo ohtani / Produce: shungo.] |
| 5th        | 2020年7月29日  | 夏の終りのハーモニー(duet with shungo.) | 5thシングル／デジタル・シングル（EP形式／配信限定）。 1986年リリースの安全地帯の12thシングル「夏の終りのハーモニー」のカバー。 （井上陽水と安全地帯のデュエットで発売したシングル。） デュエット相手は、EnGene.及び金澤豊プロデューサー兼作詞家のshungo.が務めた。 01. 夏の終りのハーモニー(duet with shungo.) 02. 夏の終りのハーモニー(Yutaka Only) 03. 夏の終りのハーモニー(shungo. Only) [作詞：井上陽水 / 作曲：玉置浩二 / 編曲：大谷靖夫 / プロデュース：shungo.] |
| 6th        | 2020年9月20日  | HBD (This is your day!)                 | 6thシングル／デジタル・シングル（配信限定）。 01. HBD (This is your day!) [Lyrics & Music: shungo. / Arrangement: y@suo ohtani / Produce: shungo.] |
| 7th        | 2021年2月3日   | 暁のディスタンス                        | 7thシングル／デジタル・シングル（配信限定）。 01. 暁のディスタンス [Lyrics & Music: shungo. / Arrangement: y@suo ohtani / Produce: shungo.] |
| 8th        | 2021年4月1日   | 24時間の神話                            | 8thシングル／デジタル・シングル（配信限定）。 1993年リリースのVOICEのメジャーデビューシングル「24時間の神話」（東海テレビ制作・フジテレビ系列ドラマ「誘惑の夏」主題歌）のカバー。 ※「Mind Travel～心旅行～」というテーマが冠された、5週連続リリース第二弾、"Digital Silk Road"の1曲目、ローマ。 01. 24時間の神話 [作詞：別所秀彦 / 作曲：別所芳彦 / 編曲：大谷靖夫 / ストリングス・アレンジ：川口大輔 / プロデュース：shungo.]                                         |
| 9th        | 2021年4月8日   | 1001nights                              | 9thシングル／デジタル・シングル（配信限定）。 ※ヨミ：センイチ・ナイツ／5週連続リリース第二弾、"Digital Silk Road"の2曲目、アラビア。 01. 1001nights [Lyrics: shungo. / Music: shungo., SERIO / Arrangement: y@suo ohtani / Produce: shungo.] |
| 10th       | 2021年4月15日  | Safarhythm～サファリズム～              | 10thシングル／デジタル・シングル（配信限定）。 ※5週連続リリース第二弾、"Digital Silk Road"の3曲目、アフリカ。 01. Safarhythm～サファリズム～ [Lyrics: shungo. / Music: shungo., SERIO / Arrangement: y@suo ohtani / Produce: shungo.] |
| 11th       | 2021年4月22日  | 廻るパリワール                          | 11thシングル／デジタル・シングル（配信限定）。 ※5週連続リリース第二弾、"Digital Silk Road"の4曲目、インド。 01. 廻るパリワール [Lyrics・Music: shungo. / Arrangement: y@suo ohtani / Produce: shungo.] |
| 12th       | 2021年4月29日  | Adios                                   | 12thシングル／デジタル・シングル（配信限定）。 ※5週連続リリース第二弾、"Digital Silk Road"の5曲目、ラテン。 01. Adios [Lyrics: shungo. / Music: shungo., SERIO / Arrangement: y@suo ohtani / Produce: shungo.] |
| リミックス | 2021年7月1日   | 廻るパリワール(Bhangra funk mix)        | リミックスシングル／デジタル・シングル（配信限定）。 金澤豊ソロデビュー1周年記念リミックスシングル。 01. 廻るパリワール(Bhangra funk mix) [Lyrics・Music: shungo./ Remix: KAZ] |
| 13th       | 2021年7月23日  | My Tears                                | 13thシングル／デジタル・シングル（配信限定）。 1988年リリースの浜田麻里の8thシングル「Heart and Soul」のカップリング曲「My Tears」（NHK「ソウルオリンピック」イメージソング）のカバー。 01. My Tears [Lyrics: 浜田麻里 / Music: 増田隆宣 / Arrangement: y@suo ohtani / Produce: shungo.] |
| 14th       | 2022年3月30日  | Just As I Am～潮風のラブ・コール～      | 14thシングル／デジタル・シングル（配信限定）。 1985年リリースの小比類巻かほるのデビューシングル「Never Say Good-Bye」のカップリング曲「潮風のラブ・コール」のカバー。小比類巻かほるはAir Supplyの日本語訳カバーであり、Air Supplyは、アメリカのシンガーソングライター、Rob Hegelのカバーである。 01. Just As I Am～潮風のラブ・コール～ [日本語詞: 小比類巻かほる / 作曲: Rob Hegel, Dick Wagner / 編曲: y@suo ohtani / プロデュース: shungo.]                         |
| 15th       | 2023年4月1日   | あなたに逢いたくて～Missing You～       | 15thシングル／デジタル・シングル（配信限定）。 1996年リリースの松田聖子の通算40thシングル「あなたに逢いたくて～Missing You～」（テレビ朝日系「ビートたけしのTVタックル」エンディング・テーマ（1996年4月 - 6月）、Canon「PIXEL」イメージソング）のカバー。 01. あなたに逢いたくて～Missing You～ [作詞: 松田聖子 / 作曲: 松田聖子, 小倉良 / 編曲: 大谷靖夫 / プロデュース: shungo.]                                                                                     |
| 16th       | 2023年7月26日  | 情熱サステナブル                        | 16thシングル／デジタル・シングル（配信限定）。※初のサマーチューン。 01. 情熱サステナブル [作詞・作曲: shungo. / 編曲: y@suo ohtani / プロデュース: shungo.] |
| 17th       | 2023年10月18日 | P.S.抱きしめたい                        | 17thシングル／デジタル・シングル（配信限定）。1986年リリースの稲垣潤一のベストアルバム『BALLAD SELECTION〜P.S.抱きしめたい。〜』の表題曲「P.S.抱きしめたい」のカバー。 01. P.S.抱きしめたい [作詞: 売野雅勇 / 作曲: 林哲司 / 編曲: 大谷靖夫 / プロデュース: shungo.] |
| 18th       | 2023年11月29日 | SnowMotion                              | 18thシングル／デジタル・シングル（配信限定）。※初のウインターソング。 01. SnowMotion [Lyrics: shungo. / Music: shungo., SERIO / Arrangement: y@suo ohtani / Produce: shungo.] |
| 19th       | 2024年1月3日   | ダイヤモンドダスト                      | 19thシングル／デジタル・シングル（配信限定）。※ウインターソング第二弾、初の本人プロデュース・本人作詞楽曲。 01. ダイヤモンドダスト [Lyrics: 金澤豊 / Music & Arrangement: Gu Suk / Produce: 金澤豊] |
| 20th       | 2024年3月27日  | 水のルージュ                            | 20thシングル／デジタル・シングル（配信限定）。1987年リリースの小泉今日子の「水のルージュ」（カネボウ化粧品1987年春の口紅 ″AQUA ROUGE″ のCMソング）のカバー。 01. 水のルージュ [作詞: 松本隆 / 作曲: 筒美京平 / 編曲: 大谷靖夫 / Produce: shungo.] |
| 21st       | 2024年7月3日   | トビウオ                                | 21stシングル／デジタル・シングル（EP形式／配信限定）。前年「情熱サステナブル」に続くサマーチューン第二弾。 01. トビウオ 02. トビウオ -Sped Up ver. 03. トビウオ -Instrumental 04. トビウオ -A Cappella [Lyrics: shungo. / Track: y@suo ohtani / Topline: shungo. / Produce: shungo.& y@suo ohtani] |
| 22nd       | 2024年10月2日  | ハイドアンドシーク                      | 22ndシングル／デジタル・シングル（配信限定）。富山県高岡市在住の現役高校生ボカロP・ひかるはるさめとのコラボ作品。 01. ハイドアンドシーク [Lyrics / Music / Arrangement: ひかるはるさめ / Produce: shungo.] |
| 23rd       | 2025年1月11日  | 冬のファンタジー duet with 小湊美和     | 23rdシングル／デジタル・シングル（EP形式／配信限定）。1995年リリースのカズンの「冬のファンタジー」（サッポロビール「冬物語」CMソング）のカバー。デュエット相手は小湊美和（from 太陽とシスコムーン）。 01. 冬のファンタジー duet with 小湊美和 02. 冬のファンタジー（小湊美和と歌ってみようVer.） 03. 冬のファンタジー（金澤豊と歌ってみようVer.） [作詞：カズン・小林和子/ 作曲：カズン / 編曲：大谷靖夫（オリジナル編曲：本間昭光）/ プロデュース：shungo.]           |

## 出演

### ラジオ
- クリエイター・ザ・ワールド「金澤豊特集」（2021年5月8日、発するFM）
- 8月のPOWER PUSH!アーティスト（2023年8月25日、エフエム山形）
- 発するFM「気まぐれコーナー」（2023年12月11日、発するFM）※金澤豊プロモーションとして、プロデューサー・shungo.がスペシャルゲストとして出演
- 「WAVE4 Yamagata Music」（2024年1月2日、エフエム山形）

### テレビ
- ニュース6「特集▽高岡の高校生に転機！ボカロで楽曲をリリース」（2024年10月22日、チューリップテレビ）

## イベント・ライブ

### 2020年
- 10月9日、東京 青山RizM「TOKYO ESCAPE vol.1」※諸事情により出演辞退

### 2021年
- 12月18日、東京 桂由美ブライダルハウス1F Café de Rose「金澤豊 1st Solo Live in 東京 "Flexible"」※文化庁「ARTS for the future!」補助対象事業

### 2022年
- 9月3日、茨城小美玉市四季文化会館みの～れ「♬門倉有希LIVE♬」ゲスト出演

### 2024年
- 10月2日、富山県高岡市ウイング・ウイング高岡1階交流スペース「金澤豊×ひかるはるさめ『ハイドアンドシーク』リリースイベント"TALK & LIVE"」